# Come and Get It (chanson de Selena Gomez)
Pour les articles homonymes, voir Come and Get It.
Singles de Selena Gomez
Slow Down
(2013)
Singles par Selena Gomez & the Scene
Hit the Lights
(2012)
Come & Get It est le premier single de la chanteuse américaine Selena Gomez qui est sorti mondialement le 8 avril 2013 sous le label de Hollywood Records. Ce morceau est le premier single du premier album de Selena, Stars Dance sorti le 24 juillet 2013. Ce morceau a été écrit par Ester Dean, Mikkel S. Eriksen et Tor E. Hermansen et produit par Stargate. Il était tout d'abord destiné à la chanteuse Rihanna qui l'a refusé.
Le single est un mélange de dance-electro et de indian fusion. La chanson parle d'une jeune femme qui parle d'un ancien amour et du fait qu'elle le regrette.

## Composition
Après avoir formé le groupe Selena Gomez and the Scene en 2009 et sorti trois opus à succès tels que Kiss and Tell (2010), A Year Without Rain (2010) et When the Sun Goes Down (2011), sept singles comme Falling Down (2009), Naturally (2010), Round and Round (2010), A Year Without Rain (2010), Who Says (2011), Love You Like A Love Song (2011) et Hit the Lights (2012) ainsi que plus de trois tournées à travers tout le continent américain, le groupe annonce sa séparation en février 2012 pour que Selena se concentre plus sur sa carrière au cinéma: « Bien que j'adore jouer dans des films, je reste une artiste et chaque artiste aime s'exprimer de toutes manières qu'elles soient, quand vous voyez les personnages que je joue dans mes films ce n'est pas moi alors que ma musique me représente vraiment ». Elle annonce alors son retour en studio en septembre 2012, le public s'attend alors à un retour du groupe jusqu'à ce que Selena annonce qu'elle commence une carrière en solo.
En novembre 2012, il est annoncé que Come and Get It a été proposé à Rihanna mais finalement c'est Selena qui garde la chanson qu'elle a modifiée et ré-enregistré en hiver 2012: « Pour cet album, c'est vraiment moi qui prend le contrôle des choses, je ne me contente pas de secouer la tête et de dire que j'aime la chanson, cette fois-ci je participe à la production et la composition de chacune des chansons. Pour Come and Get It, j'ai d'abord gardé la version originale mais je l'ai réenregistré, elle ne me plaisait pas, j'adore l'effet indien et les paroles qu'on a ajouté […] là je peux dire que je suis fière de cette chanson ». Ce single parle d'une jeune femme qui repense à une relation passée et qui dit clairement: « Je suis peut-être obsédée par toi pour la vie […], ne t'inquiète pas c'est une invitation ouverte […], je serais assise ici très patiente […], quand tu seras prêt viens ». Le single est sorti le 8 avril 2013 après que certains hackers ont essayé de la pirater. Le 30 avril 2013, MTV confirme que le clip vidéo sortira le 7 mai 2013. Le single a été certifié Disque de platine par la RIAALe 14 avril 2013,Selena chante pour la première fois en live son titre Come and Get It aux MTV Movie Awards 2013. 

## Come & Get It REMIXES
Come & Get It REMIXES est une compilation des remixes de la chanson "Come & Get It" sortie le 28 mai 2013. Elle inclut 6 remixes ; 3 autres ne figurent pas sur l'album. 

## Classement hebdomadaire
| Classements (2013)             | Meilleure position |
| ------------------------------ | ------------------ |
| Allemagne (Media Control AG)   | 58                 |
| Autriche (Ö3 Austria Top 40)   | 53                 |
| Australie (ARIA)               | 46                 |
| France (SNEP)                  | 34                 |
| Hongrie (Rádiós Top 40)        | 2                  |
| Suisse (Schweizer Hitparade)   | 42                 |
| Pays-Bas (Nederlandse Top 40)  | 84                 |
| Norvège (VG-lista)             | 16                 |
| Danemark (Tracklisten)         | 34                 |
| Espagne (PROMUSICAE)           | 40                 |
| Nouvelle-Zélande (RMNZ)        | 14                 |
| Slovaquie (IFPI Rádio)         | 7                  |
| Suède (Sverigetopplistan)      | 18                 |
| Irlande (IRMA)                 | 6                  |
| Japon (Hot 100)                | 96                 |
| Canada (Hot 100)               | 6                  |
| Royaume-Uni (UK Singles Chart) | 8                  |
| États-Unis (Hot 100)           | 6                  |
| États-Unis (Dance Club Songs)  | 1                  |

## International
| Pays                  | Date            | Format    | Label             |
| --------------------- | --------------- | --------- | ----------------- |
| (sauf le Royaume-Uni) | 8 avril 2013    | Numérique | Hollywood Records |
| Malaisie              | 19 mai 2013     | Numérique | Mercury Records   |
| Royaume-Uni           | 28 juillet 2013 | Radio     | Polydor Records   |